# 吉斯城堡
吉思城堡是一座經過多次改建的城堡，位於法國北方上法蘭西大區埃納省的吉斯市。最初建於十世紀，在十六世紀改建成要塞。半毀於一戰的戰火，現為當地的歷史景點。

## 地理位置
吉思城堡座落瓦茲河旁的山丘上，該河流為塞納河的支流。現今位於法國與比利時的邊界。

## 歷史
該城堡建於十世紀，最初是木造結構，在十二世紀用石材改建。自1540年起，經歷多次的改建工程。路易十四時期的法國元帥沃邦也曾參與其工程。
一次大戰初期的邊境戰役，德軍決定繞道比利時進攻法國，計畫沿瓦茲河流域進攻巴黎，於1914年八月底佔領吉思城堡。在戰爭後期由法軍奪回。